# Oswald Garrison Villard
Oswald Garrison Villard (Wiesbaden, 13 marzo 1872 – New York, 1º ottobre 1949) è stato un giornalista statunitense.

## Biografia

### Origini e formazione
Oswald Garrison Villard nacque il 13 marzo 1872 a Wiesbaden, in Germania, dove i suoi genitori stavano vivendo in quel momento. Suo padre, Henry Villard era immigrato negli Stati Uniti dalla Germania ed era un giornalista; sua madre, Fanny Garrison Villard, era una suffragetta tra le fondatrici del Women's Peace Movement e figlia dell'abolizionista William Lloyd Garrison. Henry Villard aveva investito nello ferrovie e acquistato  The Nation e il New York Evening Post. Subito dopo la nascita di O.G. Villard, la famiglia tornò in America e nel 1876 si stabilì a New York.
Villard si laureò ad Harvard nel 1893, dove tornò per conseguire un'ulteriore specializzazione in storia statunitense, dopo aver trascorso un anno in viaggio in Europa con il padre. Assunto come assistente, avrebbe potuto intraprendere la carriera accademica, ma preferì dedicarsi al giornalismo. Nel 1896 fu assunto come apprendista dal Philadelphia Press, ma, a suo dire, il quotidiano assecondava troppo gli inserzionisti. Iniziò quindi a lavorare presso l'Evening Post del padre, curando una pagina del sabato. Scrisse regolarmente per il New York Evening Post e The Nation e di sé stesso e dei suoi colleghi scrisse:
(O.G. Villard, Fighting Years: Memoirs of a Liberal Editor, 1939, p. 121)

### L'attivismo politico
Villard fu tra i fondatori nel 1898 della Lega Anti-Imperialista Americana, che promuoveva l'indipendenza per i territori conquistati dagli Stati Uniti in seguito alla guerra ispano-americana. Villard, in particolare, tentò di organizzare un terzo ticket per le elezioni presidenziali del 1900 per sfidare i candidati William Jennings Bryan (per i democratici) e William McKinley (per i repubblicani). Si unirono a lui nel tentativo diversi veterani del partito nazional-democratico del 1896; Villard chiese personalmente all'ex-presidente Grover Cleveland di essere il loro candidato, ma questi rifiutò, affermando che gli elettori non erano più interessati a quel che aveva da dire. Villard, inoltre, utilizzò consistentemente la pagina editoriale dell'Evening Post per argomentare contro l'imperialismo e l'espansionismo.
Villard ebbe un ruolo pionieristico, oggi in gran parte misconosciuto, tra i leader del movimento per i diritti civili. Nel 1910, pubblicizzò sul New York Evening Post l'incontro che formalmente condusse all'organizzazione della National Association for the Advancement of Colored People, della quale fu tra i co-fondatori con W. E. B. Du Bois e altre persone influenti. Per molti anni fu tesoriere dell'associazione, con Moorfield Storey presidente.
Nelle elezioni presidenziali del 1912 sostenne la candidatura di Woodrow Wilson, che - durante un'intervista - persuase ad operare per migliorare le condizioni degli afroamericani. Tuttavia, Wilson cedette alle pressioni del Senato e fece molto poco in merito e Villard gli si rivoltò pubblicamente contro, avallando i suoi oppositori e attaccandolo nei suoi editoriali sull'Evening Post e the Nation.

### Le opere giornalistiche
Nel 1910 Villard pubblicò una biografia di John Brown (John Brown 1800-1859: A Biography Fifty Years After), in cui lo ritrasse come un eroe ispiratore, per la quale fu elogiato dai recensori per il suo tono imparziale e la scoperta di nuove informazioni. Nel 1915 scrisse Germany Embattled attraverso cui esortò gli Stati Uniti a rimanere neutrali nella prima guerra mondiale, sottolineando anche i contributi apportati dai tedeschi al paese. Il libro fu seguito da altri due studi sulla Germania: Germany Embattled was followed by two more studies of Germany: The German Phoenix: The Story of the Republic (1933) e Inside Germany; with an Epilogue, England at War (1939; rititolato Within Germany per l'edizione del 1940). Nel primo dei due presentò i cambiamenti nel campo dell'arte, della politica, del giornalismo, dell'educazione e della moralità avvenuti nella Repubblica di Weimar; nell'altro descrisse la brutale politica hitleriana e la situazione dei civili tedeschi.
Villard molti libri in cui analizzò il giornalismo ed i giornali, con l'obiettivo di migliorarne il livello, che a suo dire era stato corrotto dall'affarismo e da una affievolimento dell'integrità professionale. Scrisse articoli su argomenti molto vasti, inclusi il militarismo, la musica, la sua famiglia e le discriminazioni razziali. Una biografia del padre, Fighting Years: Memoirs of a Liberal Editor (1939), in cui ripercorse le difficoltà iniziali e i successi del genitore, fu molto apprezzata.

### Gli ultimi anni e la morte
Dopo la prima guerra mondiale Villard continuò le sue battaglie per i diritti civili e contro l'imperialismo; abbandonò, invece, le posizioni liberiste in economia e negli anni trenta supportò il New Deal e chiese la nazionalizzazione delle principali realtà industriali. Il dibattito con il filosofo Ayn Rand nel 1943 sulla contrapposizione tra collettivismo e individualismo, sponsorizzato dall'American Economic Association, ricevette attenzione in numerosi quotidiani.
Dissentì amaramente invece dalla politica estera dell'amministrazione Roosevelt negli anni trenta e si oppose, anche partecipando alla fondazione del comitato America First, all'ingresso degli Stati Uniti nella seconda guerra mondiale. Tentò di portare The Nation (che aveva venduto nel 1935) sulle sue posizioni, senza riuscirci: il giornale, infatti, supportava l'intervento americano. Inoltre, stigmatizzò la burocratizzazione dello stata introdotta dal New Deal, che indicò come precorritrice del fascismo in America. Durante il conflitto, criticò la scelta alleata di bombardare le città nemiche sul finire della guerra, affermando: «ciò che è stato criminale a Coventry, Rotterdam, Varsavia e Londra, è ora diventato eroico a Dresda e Tokyo».
Dopo il 1945, Villard si ritrovò sulle posizioni conservatrici dell'"Old Right", espresse dal senatore Robert Taft, Felix Morley e John T. Flynn, in disaccordo con le politiche della Guerra fredda di Harry S. Truman. Nel 1944 ebbe un infarto miocardico acuto e cinque anni dopo un colpo apoplettico. Morì il 1º ottobre 1949 a New York.

## Vita privata
Sposò Julia Breckenridge Sandford nel 1903. Ebbero tre figli: il maggiore, Henry Hilgard Villard, ha diretto il dipartimento d'economia del City College di New York ed è stato presidente della Planned Parenthood di New York; il minore, Oswald Garrison Villard, Jr., è stato professore di ingegneria elettronica dell'Università di Stanford; sua figlia Dorothea Marshall Villard Hammond ha lavorato presso l'Università americana al Cairo.